# تفاله زمین (فیلم ۱۹۷۴)
تفاله زمین (انگلیسی: Scum of the Earth) یک فیلم ترسناک آمریکایی به کارگردانی اس.اف. براونریگ است که در سال ۱۹۷۴ منتشر شد.

## بازیگران
- جین راس در نقش اودیس پیکت
- آن استفورد در نقش اِمی پیکت
- نُرما مور در نقش هلن فریزر
- کامیلا کار در نقش سارا پیکت
- چارلی دل در نقش بو پیکت
- هیو فیجین در نقش پال فریزر